# Richard Pereira
Juan Richard Pereira Gallardo (Cobija, 31 de julio de 1977) es un periodista deportivo y presentador de televisión boliviano.
Comenzó sus estudios escolares en 1983 saliendo bachiller el año 1994 en su ciudad natal. En 1995, continúa con sus estudios profesionales, ingresando a estudiar la carrera de comunicación social en la Universidad Mayor Real y Pontificia San Francisco Xavier de Chuquisaca, graduándose como periodista el año 2001.
Contrajo matrimonio con la presentadora de televisión Fabiola Pasten (hija del periodista Juan Pasten) con la cual tuvieron una hija. Pocos años después se divorciaron.
Trabaja en la actualidad en el canal Red Bolivisión como periodista deportivo junto a los presentadores Héctor Uriarte y Vania Borja.